# Xénique des rochers
Xenicus gilviventris
Espèce
Statut de conservation UICN

 EN  : En danger

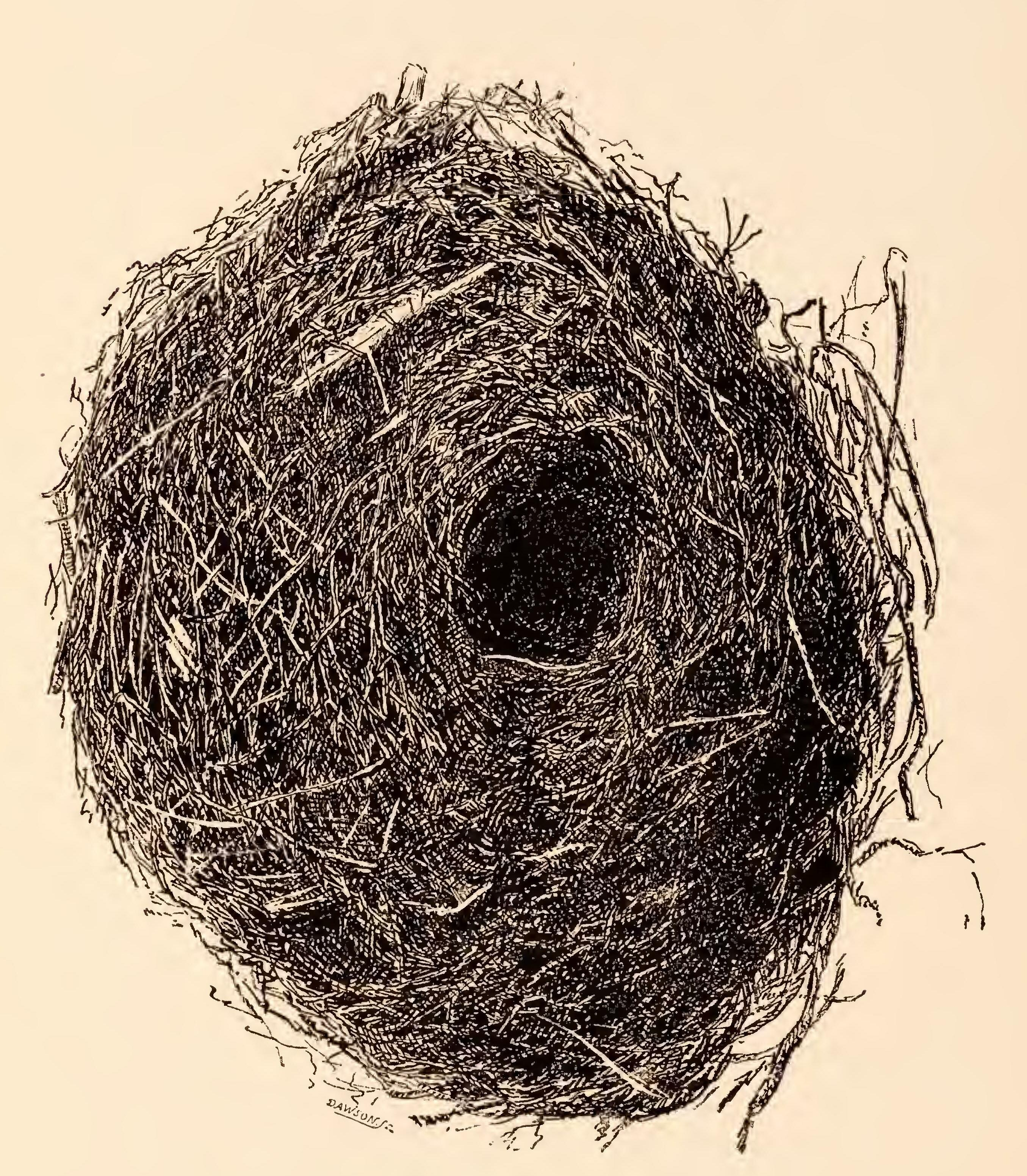
Nid de Xénique des rochers

Le Xénique des rochers (Xenicus gilviventris) est une espèce d'oiseaux de la famille des Acanthisittidae.

## Répartition  et habitat
Cet oiseau est endémique de l'île du Sud (Nouvelle-Zélande). Elle vit dans des zones alpines et subalpines entre 920 et 2 900 m d'altitude.